# Aleksander Andresen
Aleksander Andresen (Norvégia, 2005. április 6. –) norvég korosztályos válogatott labdarúgó, a Stabæk középpályása.

## Pályafutása

### Klubcsapatokban
Andresen Norvégiában született. Az ifjúsági pályafutását a Moss akadémiájánál kezdte.
2021-ben mutatkozott be a Stabæk első osztályban szereplő felnőtt keretében. A 2021-es szezon első felében a Moss csapatát erősítette kölcsönben. Először a 2021. augusztus 14-ei, Kristiansund ellen 5–1-re elvesztett mérkőzés 71. percében, Oliver Valaker Edvardsen cseréjeként lépett pályára. Első gólját 2023. március 12-én, a Bryne ellen hazai pályán 5–0-ás győzelemmel zárult kupamérkőzésen szerezte meg.

### A válogatottban
Andresen az U16-os, az U17-es és az U19-es korosztályú válogatottakban is képviselte Norvégiát.

## Statisztikák
2023. március 18. szerint
| Klub     | Szezon   | Osztály     | Bajnokság | Bajnokság | Kupa  | Kupa | Nemzetközi | Nemzetközi | Összesen | Összesen |
| Klub     | Szezon   | Osztály     | Meccs     | Gól       | Meccs | Gól  | Meccs      | Gól        | Meccs    | Gól      |
| -------- | -------- | ----------- | --------- | --------- | ----- | ---- | ---------- | ---------- | -------- | -------- |
| Stabæk   | 2021     | Eliteserien | 1         | 0         | 0     | 0    | —          | —          | 1        | 0        |
| Stabæk   | 2022     | OBOS-ligaen | 9         | 0         | 0     | 0    | —          | —          | 9        | 0        |
| Stabæk   | 2023     | Eliteserien | 0         | 0         | 2     | 1    | —          | —          | 2        | 1        |
| Összesen | Összesen | Összesen    | 10        | 0         | 2     | 1    | 0          | 0          | 12       | 1        |

## Sikerei, díjai
Stabæk
- OBOS-ligaen
  - Feljutó (1): 2022